# Stade Glorias Costeñas
Le stade Glorias Costeñas est un stade multisports qui est utilisé essentiellement pour le football situé à Bluefields au Nicaragua.
C'est le stade de l'équipe des Deportivo Bluefields.